# 福澤幸雄
福澤 幸雄（ふくざわ さちお、1943年（昭和18年）6月18日 - 1969年（昭和44年）2月12日）は、日本の元レーシングドライバー、元実業家。フランスのパリ生まれのレーサー兼ファッションモデルかつ紳士服メーカー「EDWARD'S（エドワーズ）」の元取締役企画部長。新字体で福沢幸雄とも表記される。身長170cm。福沢諭吉の曽孫。マックスファクター、東レ、松下電器産業（後のパナソニック ホールディングス）等のイメージ・キャラクターも務めた。日本人の父親と、ギリシャ人の母親を持つハーフ。

## 経歴

### 生い立ち
当時在フランス（ヴィシー政権）日本国大使館に勤務していた父親の福澤進太郎（当時慶應義塾大学法学部助教授）と、フランスへ歌の勉強に来ていたギリシャ人ソプラノ歌手の福澤アクリヴィとの間に、パリで生まれた。慶應義塾の創設者福澤諭吉の曾孫で、妹はアーティストの福澤エミ。第二次世界大戦の終戦後の1946年に3歳で家族とともに帰国。東京の一等地白金長者丸に住まうなど、非常に裕福な家庭で育った。1950年（昭和25年）9月Japan Evangelicas Christian Schoolに入学、1953年（昭和28年）4月港区立白金小学校第四学年編入、1956年（昭和31年）3月同小学校卒業、同年4月慶應義塾中等部入学、1959年（昭和34年）4月慶應義塾高等学校を経て、1962年（昭和37年）4月慶應義塾大学法学部政治学科へ進学した。その後1964年（昭和39年）5月からフランスへ留学（Tiwilition Rancaise)、同年12月帰国。英語・フランス語・ギリシャ語を身に付け、日本語を併せると4言語を自在に操った。

### モータースポーツ

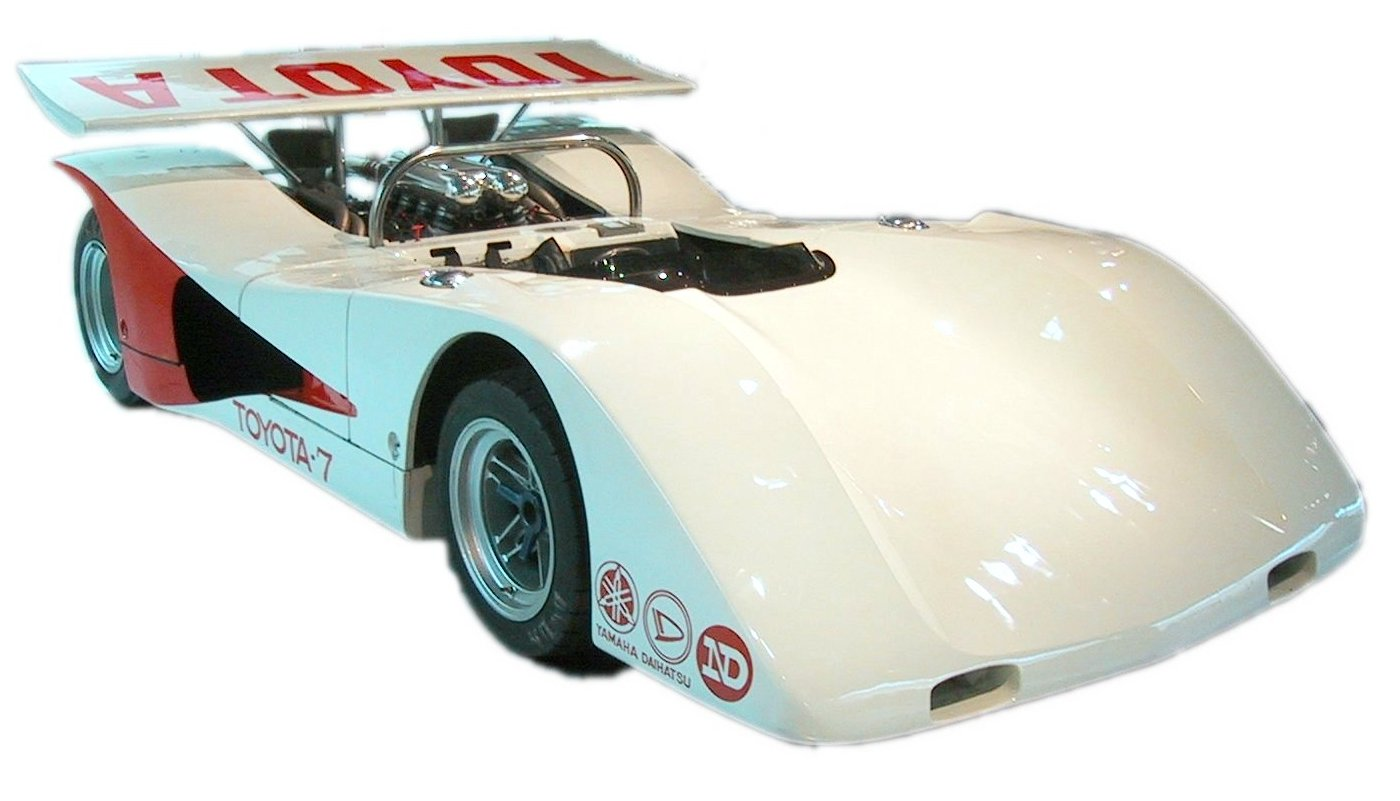
トヨタ・7（1970年仕様）

- トヨタ・7（1970年仕様）高校在学中からモータースポーツに親しみ、いすゞファクトリー契約のレーシングドライバーの一員となり、ベレットGTで船橋サーキットに通う。1966年（昭和41年）1月トヨタ・ファクトリーの契約レーサーとなった。
- トヨタ在籍時は、スポーツ800、1600GT、2000GT、トヨタ・7などのレーシングカーに乗り、ビッグレースで好成績を収めた。特に1968年（昭和43年）11月、富士スピードウェイで行われた“日本Can-Am”での健闘で知られる。並みいる外国人プロレーサーが操る7リッターエンジン・2シーターのレーシングカーを相手に、3リッターエンジンのトヨタ・7で戦い、日本人トップの成績である総合4位に入った。また2000GTで記念すべき第1回鈴鹿1000kmの優勝者にもなり、第3回でもトヨタ・7を駆って優勝している。
- 1966年（昭和41年）秋にトヨタが茨城県谷田部にあった日本自動車研究所の自動車高速試験場で行なったトヨタ・2000GTの“スピード記録挑戦”に参加、4人のチームメイト（細谷四方洋、田村三夫、津々見友彦、鮒子田寛）と交代でステアリングを握り、70時間余りを走りきる輝かしい記録を作った[4]。福澤はプライベイトでもトヨタ・2000GTを愛車としていた。

### トレンドリーダー
- レーサーとして活躍するかたわら、1963年に紳士服アパレルメーカーとして人気を博していたEDWARD’S（エドワーズ）の取締役兼企画部長を務めファッション・リサーチに専念、さらにファッション・モデルとしては小柄（170cm）ながらも端整な顔立ち、福澤諭吉の曾孫という経歴からモデルとしても有名となった。
- 当時ヨーロピアン調のファッションで人気だった男性ブランド『エドワーズ』創業者の倉橋一郎は、福澤幸雄のパトロンであり、倉橋の妻・佳子夫人は『主人は才能がある若者と出会うとすぐに力を貸したがる人でした。幸雄さんも20歳の頃からよく会社に出入りしていました。それはかっこよくて素敵な若者でしたよ。』と福澤を語っている。エドワーズの創業は1963年頃。大阪の生地問屋に勤めていた倉橋がデザイナーの小林秀雄と出会い、アメリカン・ファッションのVANに対抗したヨーロピアン調のファッションをテーマに東京にオフィスを構えた。ヨーロピアンの香りを持つ福澤は格好のイメージ・モデルであった。
- ファッション界においても、福澤幸雄の登場は規格外だった、と、エドワーズの元専務・畑埜佐武郎が述べている。『幸雄には、新しい商品への意見を聞いたり欧米のファッション誌の情報をいち早く教えてもらったりしました。彼がパリやロンドンに行っているときは、本場の生の情報を送ってもらっていました』『1964年頃、幸雄は欧米のファッション界で活躍していた歳上のモデル、ピーター（松田和子）とパリで暮らしていました。私たちは欧州市場視察のためにパリに行きましたが、その任務の一つに、幸雄に給料を渡すことも含まれてました』[5]と証言している。
- エドワーズは、VANやJUNと比べれば売り上げ的には一桁違う存在だった。エドワーズはあえて大衆路線を避け、志向性の強いブランドイメージを訴えるため福澤に白羽の矢を立てた。日本人離れした風貌、『福澤』の血筋、そしてレース界とファッション界という最先端を疾走する若々しいイメージは『良質』を追求する贅沢感に満ちていると評された[6]。
- 1967年からはエドワーズの中に『ボージェスト』という自分のブランドを立ち上げる[7]。内容は、ヤングマン向けのスーツやセーター、シャツなどが展開された[8]。
- テレビCMの世界では、1967年から1968年にかけてマックスファクター for Men、ナショナル・パナソニックトランジスタラジオ、東レ、トヨタ・パブリカ（初代後期最終型・UP20型系）等のイメージキャラクターでもあった。
- かまやつひろしや堺正章など、親交の深かったザ・スパイダースの人気の影の立役者[注釈 1]でもあり、仕事で行く先々で取り入れた内外の知識や文化を、トレンドリーダーとして発揮させていた。
- 当時、芸能人・文化人たちのサロン的様相を呈していた東京・飯倉のイタリアン・レストラン「キャンティ」の常連であり、そこで内田裕也や加賀まりこ、川添象郎・光郎兄弟、杉江博愛（後の徳大寺有恒）など幅広い交友関係を培った。
- キャンティ族の中でも特にかまやつとの親交は深かった。国際レースやファッションショーでヨーロッパでの活動が多かった福澤は、現地で見聞きした音楽、ファッション、ダンスに関する最新情報をかまやつに伝授。それはスパイダースへとフィードバックされ、やがて日本のポップス・シーンのトレンドとなっていった[9]。
  - ある時は一日15時間も時を共にしていたかまやつは、福澤幸雄のスタイルを『2つの派が分かれているとするなら、%の少ないほうを選ぶ。本当に好きな物を持っていたり、着ていたり、聞いていたりするのが自分一人だったらもぅ最高。それが価値観の基準だったような気がする』と福澤の嗜好を述べている[3]。
- 映画監督のルイス・ギルバートとも親交があり、ギルバートが監督した『007は二度死ぬ』のボンドカーに2000GTを採用させたのは福澤の働きかけによるものと言われる[10]。映画で2000GTが走行するシーンは、福澤の運転により撮影が行われた[11]。

### 事故死
- レーシングドライバーとして更なる活躍を期待されていたが、1969年（昭和44年）2月12日に静岡県袋井市のヤマハテストコースで行われていたトヨタのレーシングカー「トヨタ・7」のテスト走行中に発生した事故により死去。享年25。
- この訃報を当時女友達の1人だった歌手小川知子は新宿区河田町のフジテレビで知った。当夜に出演した歌番組『夜のヒットスタジオ』の生放送では「初恋のひと」を歌唱しながら涙を流した。
- 後に、親友のかまやつひろしが、福澤を偲んだ曲「ソーロングサチオ」を作り、ザ・スパイダースのアルバムに収録された。
- 福澤にとって慶應の先輩でありキャンティの常連でもあった作曲家・ピアニストの三保敬太郎も、かまやつ同様に生前の福澤からヨーロッパの最新音楽トレンドを伝授された親友であった。三保は、福澤が好きだった「ネヴァー・マイ・ラヴ」「マシュ・ケ・ナダ」「ワン・ノート・サンバ」「ゴーイング・アウト・オブ・マイ・ヘッド」などのカヴァーに自作曲を加えた構成のアルバム『SOUND POESY SACHIO（サウンド・ポエジー“サチオ”）』を「三保敬太郎と彼のグループ」名義で福澤の死後（1969年11月10日）に追悼アルバムとしてリリースした[9]。このアルバムは、近年CD音源化され、インディーズレーベルより再発されている。
  - 同アルバム内9曲目の「パリの想い出」という作品は、伊集加代子（後の伊集加代）のスキャットをBGMに福澤と三保の2人がパリについて語り合うという構成になっており、両名の生前の肉声が聞ける貴重な音源となっている。
- 寺山修司は福澤の事故死をテーマにした「さらばサチオ「男が死ぬとき その2」」を作詞し、現在でもCD（寺山修司 作詞＋作詩集）で聴くことができる[12]。

## 事故詳細

### 開発テスト
1969年（昭和44年）2月10日、袋井テストコースがコース開きとなった。このコースは同年10月の日本グランプリに向けて、新型の5リッタートヨタ・7の開発拠点となる予定だった。
当日、福沢は5リッタートヨタ・7用に試作したロングテールのクローズドボディを、旧型の3リッタートヨタ・7のシャシに装着して先行開発テストを行っていた（5リッタートヨタ・7は当初クローズドボディで設計されたが、試走の結果からオープンに改装された）。ストレートから1コーナーに向かう途中、福沢のマシンは突然コースアウトしてコース脇の芝生に建てられた標識の鉄柱に激突、さらに土手に激突して炎上した。福澤の同僚（トヨタワークスのキャプテン）だった細谷四方洋は事故後に腕に火傷を負いながら助け出そうとしたが、シートベルトが外れず救助できなかった。結局、救助できたのは消火作業後だったが、福沢はすでに死亡していた。死因は頭蓋骨骨折による脳挫傷で、標識に激突した時点で即死だったとみられる。
目撃証言ではストレートで突然車の挙動が不安定になり、コース右側の標識に激突したという。横風の影響を受けたという見方もあるが、遺族は車両側の原因（空力、強度、マシントラブル）による事故の可能性を強く疑った。さらに父・進太郎の証言では、福沢は事故の前日非常にナーバスになっており、「出来るなら明日は走りたくない。中止になってくれれば嬉しいんだが」という言葉を漏らしていたという。
細谷は後に「トヨタ7はル・マン24時間レースやカンナムレースも視野に入れていた。ル・マン用マシンは時速300kmを超えるのを目標に僕（細谷）がテストしていた。悪口のように聞こえたら本意ではないが、僕がマシンをテストし『もう少し煮詰めが必要』と述べたら、福沢君が『そのくらい乗れないでプロと言えますか』と言った。福澤君はセンスがあり速かったが、少し自信過剰になっていたかも知れない」と述べている。

### 裁判
当時のトヨタは、特にライバルの日産自動車との間でレーシングカーの開発競争にしのぎを削っていた時期であり、警察の現場検証に対してさえも「企業秘密保持」を理由に事故車両を早々と撤収した。さらに（故意ではないが）証拠資料として事故車両とは全く違うタイプのレーシングカーの写真を提供し、事故原因については「車両側ではなくドライバー側に非がある」と主張した。
このことは新聞や雑誌といったマスコミのみならず、果ては国会でも取り上げられ、社会問題にもなった。このようなトヨタの対応に怒りを覚えた父・進太郎は、福沢の名誉回復のためにトヨタ関係者を業務上過失致死傷、証拠隠滅で告訴。静岡地方検察庁浜松支部は「3人を起訴するだけの証拠がない」としたが、浜松検察審査会が不起訴不当判決。再捜査が行われて再度不起訴となるなど長期化した（「福沢裁判」と呼ばれる）。
その後10年以上法廷で争った末、1981年（昭和56年）にトヨタが遺族側に6,100万円を支払う形で和解が成立したが、事故原因の真相については未だに不明である。

## エピソード
- 流暢な外国語や垢抜けたファッションセンス、自然なレディーファーストなど、慶應義塾の創立者福澤諭吉の曾孫で、パリ育ちという毛並みの良さと言われた。若者が自動車を持つこと自体が「ステータス」だった昭和40年代に、学生でありながらカーレースに関わることは「山の手坊ちゃん」でなければ難しいことであった[20]。
- 本物の海外文化を肌で知り、1960年代の若者文化に大きな影響を与えた。愛用品のトレンチコートは、銀座の今は無き「チロル」謹製のもので、一回も洗わずに育てた逸品とされている。福澤はそれを無造作にはおり、パリのカフェでタバコをくゆらすその恰好よさは、並みいるパリジャンを圧倒していたと記された[21]。
- ファッション評論家の鯨岡阿美子は、10代後半だった幸雄の容姿と礼儀正しさ、その物腰にすっかりファンになったと言う。「高校時代から、彼はもう大人の生活をしていた」「感受性が強いし、素直にものごとを表現する。好きな女性が年上だろうが甘えるんじゃなくていたわる」「服装は教養の現われ。彼は自分をみつめて自分をしりつくしていた」[1]と述べている。
- 『キャンティ』の仲間である鯨岡を通して幸雄とエドワーズの縁が生まれた。福澤幸雄とファッション界を結んだ原点は、やはり『キャンティ』であった[22]。「エドワーズ」創業者、倉橋一郎は本場ヨーロピアン・スタイルを追求していた。エドワーズのデザインは福澤の眼鏡に叶い、二十歳のころから倉橋のオフィスに出入りする。倉橋は福澤から本場のファッション情報を聞き、代わりに小遣いを与えていた。1964年（昭和39年）に福澤がヨーロッパに渡りマニクールのレーシングスクールで学んでいた時には、エドワーズは社員をヨーロッパに派遣し、研修として福澤に本場のファッション界を案内してもらっている。そういう関係の中から、1967年(昭和42年)に福澤はエドワーズの中に『ボージェスト』という自分自身のブランドを持ち、デザイナーとしての活動もスタートさせた[23]。
- 東京でエドワーズに出社した際には、自分自身が企画した「ボージェスト・シリーズ」に没頭。自らポスターのモデルをつとめるだけでなく、新作発表会では名司会ぶりも発揮した[24]。
- 日本で一番かっこいい男　との見出しが週刊誌に付けられることもあった[25]。
- 慶應の中等部・高等部時代からファッションに目覚めていた福澤は、同級生の実家が銀座の洋服店と知ると「ボクに商品企画をさせて」と売り込むこともあった。高等部時代にはすでに青山の老舗テーラー「森脇」で、季節ごとにスーツを仕立てていたとオーナーで二代目の森脇聖一郎が語り、「幸雄さんのことは鮮烈に覚えています。あの時代にヨーロピアン・スタイルの『シルエット』を強調するお客さんは他には皆無でした。幸雄さんは高校時代にアメリカンフットボールをやっていたので人と違う所に筋肉がついている。それをカバーするためにあれこれ工夫をしたものです」と述懐している[5]。
- 竹馬の友であり「キャンティ」の2代目オーナーでもある川添光郎は「中学の頃から幸雄とは赤坂のクラブで遊んでいた。ある試験の前の日、アクリヴィー（幸雄の母）が『サチオが帰って来ない』と心配して電話をかけてきた。慌てて探しに行ったらアイツ、ホステスの部屋で風呂に入ってたよ」「長者丸の福澤家の屋敷は1000坪くらいあったんじゃないかな。小学校時代から庭でジープの運転の練習をしていたというから。うちはそんなに広くない。リビングにグランドピアノが置ける程度だった」「ボクらは高校時代から当たり前のように『森脇』で服をオーダーしていた。代金はもちろん親父のツケですよ」「1966年にボクがパリの『マキシム』で修行した時も幸雄と遊んだ。カルティエ・ラタンのディスコにいったなぁ」等々、早熟だった福澤の様子を語っている。
- オープン時の『キャンティ』のサイン帳には、国内外のスターたちのサインが並び、イヴ・モンタン、シャーリー・マクレーン、ピエール・カルダン、ジェローム・ロビンス、三島由紀夫、井上靖等々。彼らが夜毎集い飲み語り合う「川添家のダイニング」と呼ばれたキャンティで、ヤンチャ盛りの高校生だった川添兄弟と福澤はツケで食事をし、見るもの聞くもの全て劇薬のような大人の刺激を吸収していた[1]。
- 『キャンティ』で福澤と出会い、ほどなくして恋に落ちたというモデル・松田和子（ピーター）は「幸雄はどこかに翳があって、いつも寂しさを漂わせていました。物凄く家族思いで、どんなに遅くなっても必ず鎌倉山の家に帰っていったことも忘れられない記憶です」[22]と語る。また、「幸雄はパリに来ると、私のアパートに泊まっていました。(昭和)39年に来たときは白いアルファロメオの中古車を買いに、一緒にスイスのルガーノまで行ったこともありました」。松田は1969年（昭和34年）にルイ・フェローから見いだされ、日本人初のファッションモデルとして海を渡っていた。サンローランやディオールのショーモデルとして国際的に活躍。たまに帰国すると、住んでいたのは「キャンティ」の裏手にあったスペイン村と呼ばれるアパートだった。キャンティで食事をするうちに二人は7歳の年齢差を越えて恋に落ちる。年下であっても老成した物腰の福澤を、ピーターは「若じいさん」と呼んでいた[23]。
- かまやつひろしは『幸雄は8人目のスパイダースと言われていたからね。衣装や踊りにもアドバイスをもらっていたし。その幸雄が突然死んじゃったんで、どこかでやる気がなくなっちゃったというのもあったな。』[26]と事故後の心境を述べる。
  - 「出会いは六本木辺りでブラブラしている時だったかな。あのころから幸雄はエドワーズからいくらかもらっていたようだけど、生活のために働くっていうことはついぞなかったね。お金に関しては恵まれていて、服に車にレースに出るためのパーツにってやりたい放題でした。あの頃は日本人全体が異常に外国に憧れていた時代でした。その中で『キャンティ』は川添浩史・梶子夫妻をはじめお客さんにも外国生活の経験者が多かったから、いろんなグローバルな情報をボクらにくれる場所でした[27]」。
  - 「幸雄は音楽やダンスの流行の情報もよく教えてくれて、それでスパイダースの前4人（堺正章、井上順、井上堯之、かまやつ）は踊るようになったんです。コスチュームも「今、ミリタリーだ」とか「全員同じ格好をしないで一人一人個性に合わせたほうがいい」とか。ボクがスパイダースに入って幸雄が死ぬまでの6年間、あの頃はそんな話ばっかりしてました。幸雄はよくレンガ色の薄汚れたコートを着ていて、あいつが着るとなんか格好いいんだよね。そういえば、幸雄と加橋かつみとボクでバンド作ろうなんて話もしてたな。バンド名は「EXIT」。でも、一度も演奏したことはないままでした[28]」。
- 萩原健一は「福澤幸雄さんとは、東京・飯倉片町のイタリア料理店『キャンティ』で知り合った。かまやつさんに紹介されたんだ。オレは16歳、ザ・テンプターズのヴォーカルとしてデビューしたばかりだった。幸雄さんは7歳上だったから、彼が23歳頃から亡くなる25歳まで、2年ばかりの付き合いだったことになる。『キャンティ』か、近くの『ムスタッシュ』というフランス料理店で、いつもご馳走になった。幸雄さんが運転するトヨタのコロナに乗って、恋人だったモデルの松田和子さんと3人で食事に行ったり、彼女の住んでいた麻布の家に一緒に遊びに行ったり。幸雄さんから受けた影響は計り知れない。とにかく、センスがすごかった。車、ファッション、音楽、食べ物。図抜けたセンスを持ってたよ[29]。
  - オレたちテンプターズの衣装についても、幸雄さんはいろいろ言ったね。テンプターズは田辺さんが作った事務所に所属してたんだけど、他のグループサウンズ（GS）と違って、それぞれがバラバラな衣装を着ていることで人気だったんだ。でも田辺さんは「やっぱり同じ衣装を着た方がかわいい」と言って、オレたちにも揃いの衣装を着せるようになった。それを見て幸雄さんは「お前ら、ユニフォームなんか着るんじゃないよ。なんだ、アップリケみたいなの付けて」って、オレに言うんだ[30]。

## 略年譜
- 1943年 6月18日、第二次世界大戦中のフランス・パリで生まれる。父は当時フランス大使館に勤務していた慶應義塾大学助教授・福澤進太郎、母はギリシャ人歌手・アクリヴィー。
- 1945年 敗戦に伴い一家でアメリカの民間人強制収容所へ
- 1946年 日本へ帰国。東久留米のミッション・スクール（Japan Evangelicas Christian School）に通う。
- 1953年 港区立白金小学校第4学年編入
- 1956年 慶應義塾中等部入学
- 1959年 慶應義塾高等学校入学
- 1962年 慶應義塾大学法学部政治学科入学
- 1963年 鈴鹿サーキットで第一回日本GP開催。参加を希望するも両親の反対で実現せず。このころ間もない服飾メーカー、エドワーズでファッション・リサーチの仕事を始める。
- 1964年 5月フランス、マニクールのTiwilition Rancaiseレーシングスクールへ入学。12月帰国。
- 1965年 7月18日、全日本自動車クラブ選手権でレース初出場。マシンは「ベレット・1500」。初戦は1周目リタイアに終わるが10月、舟橋サーキットのクラブマン・レースに参加し総合優勝。続く鈴鹿300キロでも2位になり、活躍ぶりがトヨタのレース首脳の目に留まる。
- 1966年 1月よりトヨタ・ファクトリーに正式加入。3月27日、第4回クラブマン・レース富士大会出場。トヨタ初レースの車は「トヨタ・RTX」＝発売前の「トヨタ・1600GT」。2位でゴールし、イギリスから来日していたフォーミュラ1チャンピオンであるジム・クラークから祝福された。その後トレーニング中の炎上事故で全治4週間のやけどを負う。5月29日、全日本選手権第2戦に出場し3位に。6月26日、鈴鹿1000キロ・レースに津々見友彦とコンビを組んで「トヨタ・2000GT」で出場し、初優勝。10月1～4日、「トヨタ・2000GT」のスピードトライアルにチームとして参加。
- 1967年 7月23日、鈴鹿12時間レースに「トヨタ・1600GT-RTX」で参加し鮒子田寛とのコンビで優勝。
- 1968年 エドワーズ企画部長として新ブランド「ボージェスト」シリーズに本格的に関わる。5月3日、日本グランプリに「トヨタ7」で初参加。9月23日、鈴鹿1000キロ・レースに鮒子田寛とのコンビで総合優勝。10月20日、第10回全日本クラブマン・レースで総合2位。11月23日、ワールド・チャレンジカップ富士200マイル・レースで総合4位、日本勢では1位。
- 1969年 2月12日、静岡袋井市のヤマハ・テストコースで「トヨタ7」のテスト走行中、事故により死去。

## 家族
- 曽祖父・福沢諭吉
- 祖父・福沢大四郎(1883-1960) - 諭吉の四男。慶応義塾政治科卒業後ハーバード大学大学院留学、明正社・日本加工製紙社長のほか、日本瓦斯、千代田火災、時事新報・昭和電力・相模鉄道など諭吉関連の多くの企業の役員を務めた。岳父に馬屋原二郎。[31]
- 父・福沢進太郎(1912-1995) - 大四郎の長男。慶応義塾大学教授。慶大、パリ大学、ロンドン大学卒。[31]
- 母・福沢アクリヴィ(1916-2001) - ギリシャ人歌手
- 妹・福沢エミ(1946-2013[32][33]) - アーチスト。

※ 一時恋人だった松田和子（1936年生、通称ピーター）は、日本人(東洋人)初のパリコレモデルとして知られる。東京・田園調布生まれで、姉もモデル。身長160cmと小柄ながら、ルイ・フェロー(fr:Louis Feraud)の来日ショーに出演し、1959年に渡仏、ルイ・フェローのショーでパリコレデビューし、1960年よりイヴ・サン＝ローラン時代のディオールと専属契約を結び、コレクションモデルとして活躍後、1970年代に引退し、その後結婚した。

## 映画
- 『男の挑戦』（松竹大船 1968年3月1日封切）レーサー役

## 関連事項
- 紳士服メーカーEDWARD'S（エドワーズ）
- 東洋レーヨン
- マックスファクター
- トヨタ自動車のモータースポーツ
- ザ・スパイダース
- 式場壮吉
- 生沢徹
- 浮谷東次郎
- 三保敬太郎

- キャンティ
- 鯨岡阿美子
- 小川知子 (女優)
- 寺山修司
- 福澤克雄
- 徳大寺実治
- 朝吹登水子
- 大坪善男

- 鬼門鉄郎
- 畑埜佐武郎
- 小林秀夫
- 倉橋一郎
- 萩原健一
- 篠山紀信
- 大塚清六
- 舟橋全二
- 島崎爽助
- 川添光郎

- 津々見友彦
- 大坪義男
- 鮒子田寛
- ムッシュかまやつ
- 井上順
- 井上堯之
- 内田裕也
- テンプターズ